# Huhou Shuiku
Huhou Shuiku (kinesiska: 湖后水库) är en reservoar i Kina. Den ligger i provinsen Fujian, i den sydöstra delen av landet, omkring 260 kilometer sydväst om provinshuvudstaden Fuzhou. I omgivningarna runt Huhou Shuiku växer i huvudsak städsegrön lövskog.
Genomsnittlig årsnederbörd är 1 610 millimeter. Den regnigaste månaden är maj, med i genomsnitt 312 mm nederbörd, och den torraste är oktober, med 18 mm nederbörd.